# Mario Cecchi Gori
Mario Cecchi Gori (ur. 21 marca 1920 w Bresci, zm. 5 listopada 1993 w Rzymie) – włoski producent filmowy.

## Kariera
Mario Cecchi Gori urodził się 21 marca 1920 w Bresci. Studiował na Uniwersytecie Florenckim. Pracował jako makler giełdowy w Londynie. W 1948 przeprowadził się do Rzymu, gdzie współpracował z filmowcami Carlo Pontim i Luigim De Laurentiisem.
Producent przyczynił się do rozwoju włoskiej komedii filmowej, pracując dla takich reżyserów, jak: Dino Risi, Luciano Salce, Ettore Scola, Mario Monicelli. Pod koniec lat 50. XX wieku, wraz z firmą Maxima Cinematografica, której został współwłaścicielem współpracował przy powstawaniu filmów w reżyserii: Steno, Luigiego Zampy, Gianniego Francioliniego. W 1960 wyprodukował Matadora w reżyserii Dina Risiego z Vittoriem Gassmanem w roli Gerarda. Jako producent Cecchi Gori przyczynił się do sukcesu aktorów, takich jak: Totò, Alberto Sordi, Vittorio Gassman, piosenkarza Gianniego Morandiego czy pisarza Alberta Bevilacquy. W 1980 roku zaczął współpracować z synem Vittoriem.
Mario Cecchi Gori otrzymał nagrodę David di Donatello za całokształt twórczości w 1991 roku oraz pięciokrotnie Nastro d’argento dla najlepszego producenta filmowego.
W 1990 roku wraz z synem przejął klub piłkarski Fiorentinę od rodziny Pontellich. Filmowiec zmarł w Rzymie 5 listopada 1993 roku.

## Filmografia
Jako producent Cecchi Gori uczestniczył w produkcji ponad 200 filmów, m.in.:
- 1958: Złodziej on, złodziej pan (Ladro lui, ladra lei, reż. Luigi Zampa)
- 1960: Matador (Il mattatore, reż. Dino Risi)
- 1962: Marsz na Rzym (La marcia su Roma, reż. Dino Risi)
- 1962: Fanfaron (Il sorpasso, reż. Dino Risi)
- 1963: Potwory (I mostri, reż. Dino Risi)
- 1964: Porozmawiajmy o kobietach (Se permettete parliamo di donne, reż. Ettore Scola)
- 1965: Slalom (reż. Luciano Salce)
- 1966: Armia Brancaleone (L’armata Brancaleone, reż. Mario Monicelli)
- 1966: Zakochany diabeł (L’arcidiavolo, reż. Ettore Scola)
- 1967: Tygrys i kotka (Il tigre, reż. Dino Risi)
- 1968: La pecora nera (reż. Luciano Salce)
- 1968: Sissignore (reż. Ugo Tognazzi)
- 1970: Brancaleone i Krzyżowcy (Brancaleone alle crociate, reż. Mario Monicelli)
- 1970: La Califfa (reż. Alberto Bevilacqua)
- 1971: L’istruttoria è chiusa: dimentichi (reż. Damiano Damiani)
- 1972: Senza famiglia nullatenenti cercano affetto (reż. Vittorio Gassman, Agenore Incrocci)
- 1974: Z nami nie ma żartów (...altrimenti ci arrabbiamo!, reż. Marcello Fondato)
- 1975: Śmierć sędziego (Perché si uccide un magistrato, reż. Damiano Damiani)
- 1977: La presidentessa (reż. Luciano Salce)
- 1977: Do widzenia i amen (Goodbye & Amen, reż. Damiano Damiani)
- 1978: Corleone (reż. Pasquale Squitieri)
- 1979: Milionowy palec (Mani di velluto, reż. Castellano e Pipolo)
- 1979: Na kolanach (Un uomo in ginocchio, reż. Damiano Damiani)
- 1980: Il bisbetico domato (reż. Castellano e Pipolo)
- 1981: Innamorato pazzo (reż. Castellano e Pipolo)
- 1981: Delitto al ristorante cinese (reż. Bruno Corbucci)
- 1982: Borotalco (reż. Carlo Verdone)
- 1984: Vacanze in America (reż. Carlo Vanzina)
- 1984: Delitto in Formula Uno (reż. Bruno Corbucci)
- 1985: Sycylijski łącznik (Pizza Connection, reż. Damiano Damiani)
- 1986: Stregati (reż. Francesco Nuti)
- 1987: Via Montenapoleone (reż. Carlo Vanzina)
- 1987: Noi uomini duri (reż. Maurizio Ponzi)
- 1987: Opera (reż. Dario Argento)
- 1988: Legenda o świętym pijaku (La leggenda del santo bevitore, reż. Ermanno Olmi)
- 1988:  Mały diabeł[4] (Il piccolo diavolo, reż. Roberto Benigni)
- 1988: Compagni di scuola (reż. Carlo Verdone)
- 1988: Caruso Pascoski di padre polacco (reż. Francesco Nuti)
- 1988: Il volpone (reż. Maurizio Ponzi)
- 1988: Fantozzi idzie na emeryturę (Fantozzi va in pensione, reż. Neri Parenti)
- 1989: Splendor (reż. Ettore Scola)
- 1989: Która godzina? (Che ora è?, reż. Ettore Scola)
- 1989: Il bambino e il poliziotto (reż. Carlo Verdone)
- 1989: Willy Signori e vengo da lontano (reż. Francesco Nuti)
- 1989: Ho vinto la lotteria di Capodanno (reż. Neri Parenti)
- 1989: Marrakesz (Marrakech express, reż. Gabriele Salvatores)
- 1990: Głos księżyca (La voce della luna, reż. Federico Fellini)
- 1990: Turnè (reż. Gabriele Salvatores)
- 1990: Ciemne słońce (Il sole buio, reż. Damiano Damiani)
- 1990: Sekret (Il segreto, reż. Francesco Maselli)
- 1990: Senator (Dimenticare Palermo, reż. Francesco Rosi)
- 1991: Śródziemnomorska sielanka (Mediterraneo, reż. Gabriele Salvatores)
- 1991: Johnny Wykałaczka (Johnny Stecchino, reż. Roberto Benigni)
- 1991: Il muro di gomma (reż. Marco Risi)
- 1994: Listonosz (Il Postino, reż. Michael Radford)
- 1994: Lamerica (reż. Gianni Amelio)
- 1994: Il toro (reż. Carlo Mazzacurati)